# Dąbrowa Górnicza
Dąbrowa Górnicza (in slesiano Důmbrowa Gůrńičo, in tedesco Redenberg) è una città della Polonia situata nel voivodato della Slesia. Polonia meridionale, sul fiume Czarna Przemsza appena a nord-est di Katowice. Fiorì quando iniziò l'estrazione del carbone nel 1796. È il più antico centro minerario della regione, che da questa città ha preso il nome di Zaglębie Dąbrowskie (bacino di Dąbrowa), ed è pure centro di industrie. Nel corso del XIX secolo Dąbrowa Górnicza servì come centro di ricerca mineraria e metallurgica e ospitò la prima scuola mineraria polacca (1889). Divenne città nel 1916.
Ricopre una superficie di 189 km² e nel 2012 contava 124 701 abitanti.

## Infrastrutture e trasporti

### Strade
- Superstrada S1 - Strada europea E75 (Norvegia, Finlandia, Polonia, Slovenia, Ungheria, Croazia, Serbia, Macedonia, Grecia)
- DK86, strada nazionale
- DK94, strada nazionale
- 790 Droga wojewódzka nr 790
- 796 Droga wojewódzka nr 796
- 910 Droga wojewódzka nr 910

### Aeroporti
Vicino a Dąbrowa Górnicza si trova l'Aeroporto di Katowice-Pyrzowice, localizzato a circa 30 chilometri dal centro della città. Con oltre 20 voli internazionali e nazionali al giorno, è l'aeroporto più grande della Slesia (con 4.000.000 passeggeri in totale nel 2018). 

### Ferrovie
La prima ferrovia nata nell'area di Dąbrowa Górnicza risale al 1858. La Stazione di Dąbrowa Górnicza è la più importante della città, con destinazioni internazionali e nazionali. La stazione serve collegamenti, tra gli altri, con altre città della regione: Katowice, Sosnowiec, Gliwice, Częstochowa, nonché con Varsavia e Bielsko-Biała. 

## Amministrazione

### Gemellaggi
Dąbrowa Górnicza è gemellata con:
- Alčevs'k
- Studénka

## Sport
A Dąbrowa Górnicza ha sede la società polisportiva MKS Dąbrowa Górnicza.